# Bromure de cadmium
 (février 2022).
Si vous disposez d'ouvrages ou d'articles de référence ou si vous connaissez des sites web de qualité traitant du thème abordé ici, merci de compléter l'article en donnant les références utiles à sa vérifiabilité et en les liant à la section « Notes et références ».
Le bromure de cadmium est un composé inorganique de formule CdBr2.

## Obtention et production
La réussite de la production du bromure de cadmium repose sur l'utilisation de hautes températures. Le cadmium est ainsi chauffé à 450°C et mis en présence de vapeurs de bromure selon la réaction suivante :
{\displaystyle {\ce {Cd + Br2 -> CdBr2}}}
Il est également possible de l’obtenir en dissolvant le cadmium ou son oxyde, CdO, dans de l’acide hydrobromique. Le bromure de cadmium est alors obtenu après sa cristallisation.

## Propriétés
Le bromure de cadmium est un solide hygroscopique se présentant sous forme de flocons nacrés incolores. Il a une structure cristalline de type chlorure de cadmium (a = 398,5, c = 1884 pm). Il cristallise en monohydrate en dessous de 36 °C et en tétrahydrate au-dessus de cette température.

## Utilisations
Il peut être utilisé dans la synthèse de polymères de coordination, qui peuvent être utilisés comme matériaux optiques non linéaires (NLO) de second ordre. Il est aussi utilisé dans la production des films photographiques.